# Liubîmo-Mariivka, Kahovka
Liubîmo-Mariivka (în ucraineană Любимо-Мар'ївка) este un sat în comuna Dudciîne din raionul Kahovka, regiunea Herson, Ucraina.

## Demografie
Componența lingvistică a localității Liubîmo-Mariivka
     Ucraineană (85,87%)
     Rusă (13,04%)
Conform recensământului din 2001, majoritatea populației localității Liubîmo-Mariivka era vorbitoare de ucraineană (85,87%), existând în minoritate și vorbitori de rusă (13,04%).